# Zisterzienserinnenabtei L’Oraison-Dieu
Die Zisterzienserinnenabtei L’Oraison-Dieu  war vom 12. Jahrhundert bis 1761 ein Kloster der Zisterzienserinnen, zuerst in Saint-Hilaire, ab 1445 in Muret, Département Haute-Garonne, Region Okzitanien, in Frankreich.

## Geschichte
Bernard II., Graf von Comminges († 1153), stiftete die Abtei L’Oraison-Dieu (Anbetung Gottes) 25 Kilometer südwestlich Toulouse in Saint-Hilaire. Besiedelt wurde sie durch die Zisterzienserinnenabtei Fabas. Als das Kloster 1442 durch vagabundierende Landsknechte zerstört wurde, gingen die Nonnen nach Muret. Ihr verbleibender Besitz wurde vom Kloster Eaunes übernommen. In Muret errichteten die Zisterzienserinnen 1641 ein neues Kloster. 1761 kam es zur Eingliederung der verbleibenden Nonnen in die Abtei Salenques. In der Rue Clément Ader in Muret steht noch (mit Fachwerk) das Äbtissinnenhaus, das seit 1311 genutzt wurde.